# Norra Dalarnas kontrakt

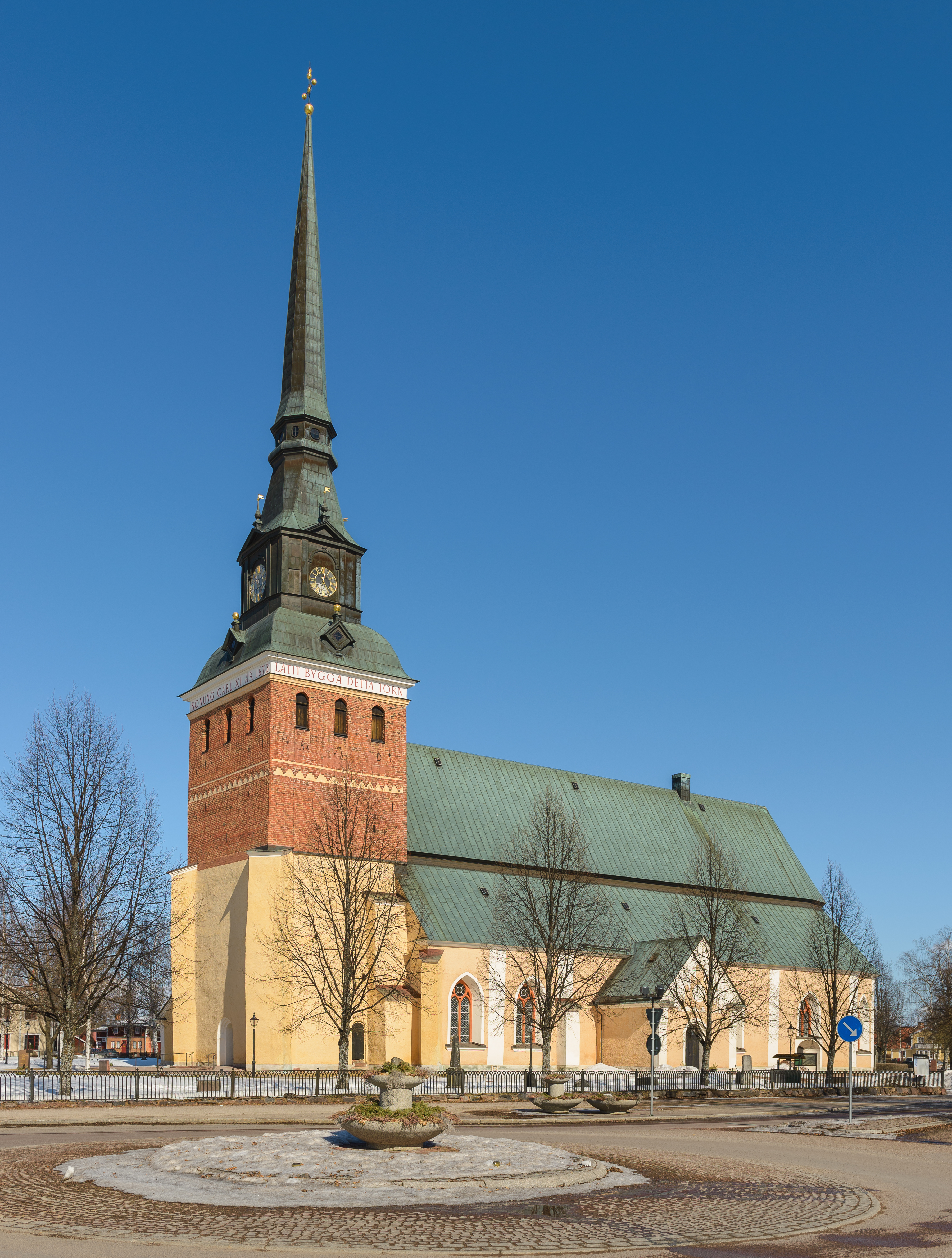
Mora kyrka i Mora församling.

Norra Dalarnas kontrakt är ett kontrakt inom Svenska kyrkan i Västerås stift. 
Kontraktskoden är 0510.

## Administrativ historik
Kontraktet bildades 1995 av nedanstående församlingar
- Från Mora kontrakt
  - Mora församling
  - Venjans församling som 2010 uppgick i Mora församling
  - Våmhus församling som 2010 uppgick i Mora församling
  - Sollerö församling som 2010 uppgick i Mora församling
  - Särna församling som 2010 uppgick i Idre-Särna församling
  - Idre församling som 2010 uppgick i Idre-Särna församling
  - Älvdalens församling
- Från Rättviks kontrakt
  - Orsa församling

1 januari 2007 tillfördes från Västerdals kontrakt
- Malungs församling
- Lima-Transtrands församling